# Michiyo Hashimoto
Michiyo Hashimoto (jap. 橋本通代 Hashimoto Michiyo; ur. 6 lipca 1972 w Neyagawie) – japońska snowboardzistka. Zajęła 12. miejsce w halfpipe’ie na igrzyskach w Salt Lake City. Zajęła też 16. miejsce w halfpipe’ie na mistrzostwach w Madonna di Campiglio. Najlepsze wyniki w Pucharze Świata osiągnęła w sezonie 1999/2000, kiedy to zajęła 29. miejsce w klasyfikacji generalnej, a w klasyfikacji halfpipe’a była szósta.
W 2004 r. zakończyła karierę.

## Sukcesy

### Igrzyska olimpijskie
| Miejsce | Dzień     | Rok  | Miejscowość    | Konkurencja | Zwycięzca   |
| ------- | --------- | ---- | -------------- | ----------- | ----------- |
| 12.     | 10 lutego | 2002 | Salt Lake City | Halfpipe    | Kelly Clark |

### Mistrzostwa Świata
| Miejsce | Dzień       | Rok  | Miejscowość          | Konkurencja | Zwycięzca     |
| ------- | ----------- | ---- | -------------------- | ----------- | ------------- |
| 16.     | 27 stycznia | 2001 | Madonna di Campiglio | Halfpipe    | Doriane Vidal |

### Puchar Świata

#### Miejsca w klasyfikacji generalnej
- 1999/2000 - 29.
- 2000/2001 - 31.
- 2001/2002 - -
- 2003/2004 - -

#### Miejsca na podium
1. Tandådalen – 28 stycznia 2000 (Halfpipe) - 3. miejsce
2. Livigno – 18 marca 2000 (Halfpipe) - 2. miejsce
3. Whistler – 10 grudnia 2000 (Halfpipe) - 2. miejsce
4. Mont-Sainte-Anne – 17 grudnia 2000 (Halfpipe) - 2. miejsce
5. Whistler – 9 grudnia 2001 (Halfpipe) - 2. miejsce